# Aeranthes crassifolia
Aeranthes crassifolia är en orkidéart som beskrevs av Rudolf Schlechter. Aeranthes crassifolia ingår i släktet Aeranthes och familjen orkidéer. Inga underarter finns listade i Catalogue of Life.